# Josse (Francja)
Josse – miejscowość i gmina we Francji, w regionie Nowa Akwitania, w departamencie Landy.
Według danych na rok 1990 gminę zamieszkiwało 581 osób, a gęstość zaludnienia wynosiła 61 osób/km² (wśród 2290 gmin Akwitanii Josse plasuje się na 659. miejscu pod względem liczby ludności, natomiast pod względem powierzchni na miejscu 1097.).